# Teres Ridge
Teres Ridge är en bergstopp i Antarktis. Den ligger i Sydshetlandsöarna. Argentina, Chile och Storbritannien gör anspråk på området. Toppen på Teres Ridge är 330 meter över havet.
Terrängen runt Teres Ridge är kuperad söderut, men åt nordost är den platt. Havet är nära Teres Ridge åt nordväst. Trakten är glest befolkad. Närmaste befolkade plats är St. Kliment Ohridski Base, 8,5 kilometer söder om Teres Ridge. 